# Frog City
Frog City ist eine unincorporated community im Miami-Dade County im US-Bundesstaat Florida. Der Ort liegt 35 km westlich von Miami am U.S. Highway 41, der in diesem Abschnitt auch als Tamiami Trail bezeichnet wird.